# قانون اساسی اندونزی
قانون اساسی اندونزی (اندونزیایی: Undang-Undang Dasar Negara Republik Indonesia Tahun 1945)، مهمترین قانون و پایه و اساس کشور مجمع الجزایر اندونزی است.
این قانون، با نام «قانون اساسی جمهوری اندونزی» در ۱۸ اوت ۱۹۴۵، در اواخر جنگ جهانی دوم که اندونزی زیر فرمان ژاپن بود، به تصویب رسید و پس از مدتی با افزوده شدن اصلاحاتی به آن در زمان احمد سوکارنو به اجرا درآمد. این قانون اساسی از ۳۷ اصل تشکیل شده‌است.